# Рік Коня (срібна монета)
«Рік Коня́» — пам'ятна монета номіналом 5 гривень, випущена Національним банком України. Присвячена року Коня, одній із тварин східного календаря, який засновано на дванадцятирічному циклі Юпітера — найбільшої планети Сонячної системи.
Монету введено в обіг 12 грудня 2013 року. Вона належить до серії Східний календар

## Опис та характеристики монети
| Номінал грн. | Метал            | Маса, грам    | Діаметр, мм. | Якість виготовлення | Гурт     | Тираж, штук |
| ------------ | ---------------- | ------------- | ------------ | ------------------- | -------- | ----------- |
| 5            | срібло 925 проби | 15,55 / 16,81 | 33,0         | пруф                | рифлений | 25 000      |

### Аверс
На аверсі монети розміщено: угорі малий Державний Герб України, під яким — напис «НАЦІОНАЛЬНИЙ БАНК/УКРАЇНИ», в оточенні стилізованого рослинного орнаменту — номінал «5/ГРИВЕНЬ»; унизу — рік карбування монети «2014», а також позначення металу, його проби — Ag 925, маси в чистоті — 15,55 та логотип Монетного двору Національного банку України.

### Реверс
На реверсі монети в оточенні стилізованого рослинного орнаменту зображено в лубочному стилі коня, око якого оздоблено кубічним оксидом цирконію коричневого кольору. Над цією композицією і під нею розміщено абрисні фігурки усіх 12 символів східного календаря. (Елемент оздоблення — кубічний оксид цирконію діаметром 1,0 мм.)

## Автори

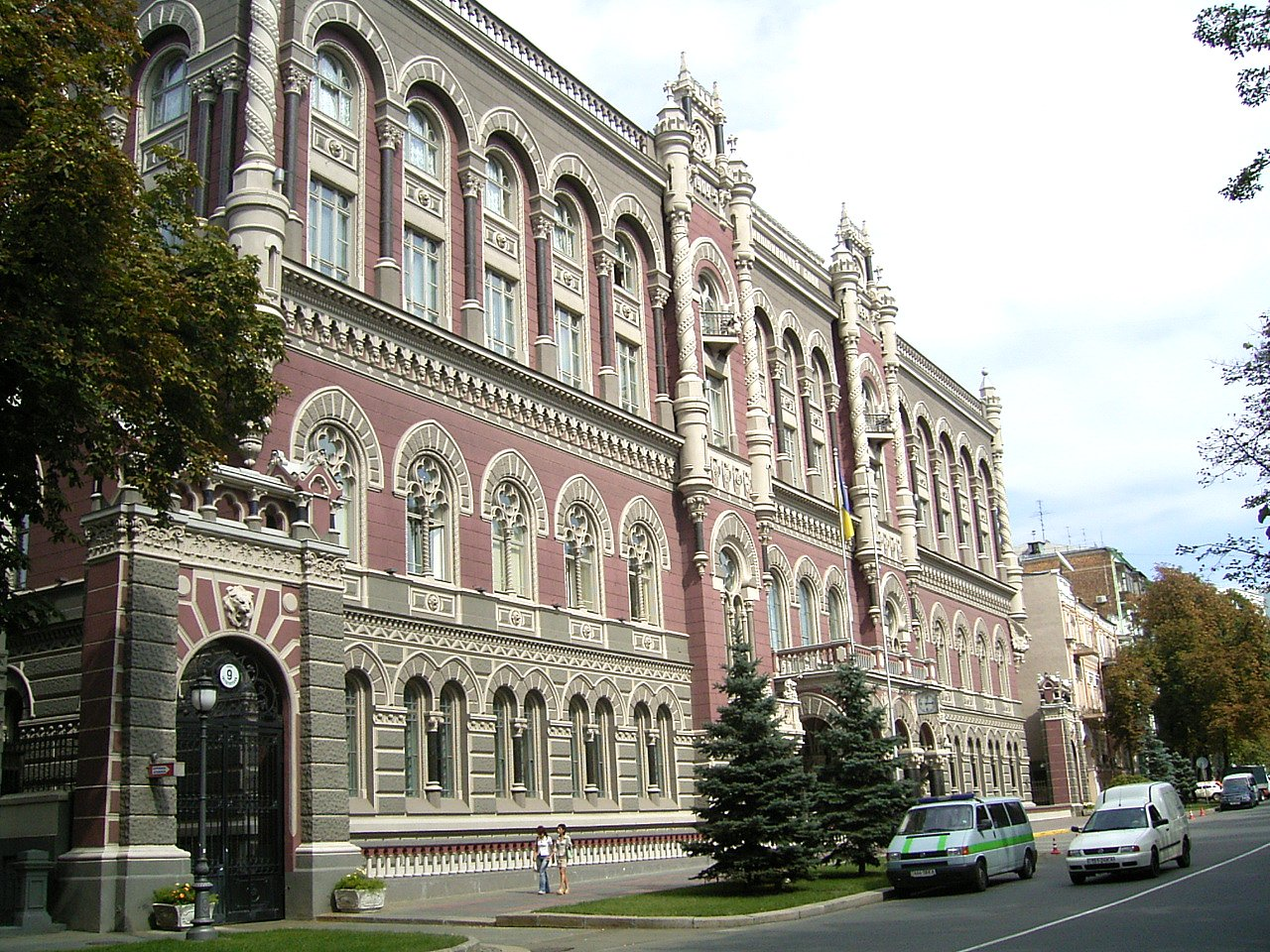
Будівля Національного банку України

- Художники: Таран Володимир, Харук Олександр, Харук Сергій.
- Скульптори: Дем'яненко Анатолій, Дем'яненко Володимир.

## Вартість монети
Під час введення монети в обіг в 2013 році, Національний банк України реалізовував монету через свої філії за ціною 360 гривень.
Фактична приблизна вартість монети, з роками змінювалася так:
| Рік        | 2014 | 2015 | 2016 | 2017 | 2018 | 2019 | 2020 | 2021 | 2022 | 2023  | 2024  | 2025  |
| ---------- | ---- | ---- | ---- | ---- | ---- | ---- | ---- | ---- | ---- | ----- | ----- | ----- |
| Ціна, грн. | 369  | 420  | 480  | 570  | 560  | 520  | 480  | 570  | 770  | 1 260 | 1 700 | 2 500 |